# Luc Costermans
Luc Costermans (Etterbeek, 1965) is een Belgische blinde. In 2006 vloog hij 1900 km boven Frankrijk en België om in het Guinness Book of Records te komen. In 2008 vestigde hij als chauffeur een snelheidsrecord, met 308 km/u.

## De recordpoging
Nadat Costermans had gevlogen met een vriend, nam hij zelf vlieglessen. In 2004 werd hij door een ongeval blind. Om voor zichzelf, zijn kinderen en mede-blinden te bewijzen dat een blinde nog tot veel in staat kan zijn, ondernam hij een recordpoging. De bedoeling was om zowel het record "als blinde in 1 dag zo veel mogelijk kilometers afleggen" en het record als blinde in 1 dag zo lang mogelijk in de lucht te blijven" neer te zetten.
Op 9 juni 2006 om 5.30 uur steeg hij, samen met instructeur Jean Andrieu, in een Robin DR-400 op vanuit Visan (vliegschool Valreas-Visan). Hij maakte tussenstops in Agen, Cholet, Arras, Dijon om ten slotte weer te eindigen in Visan omstreeks 18.42 uur. In totaal had hij 1900 km gevlogen en was hij 9 uur 31 minuten effectief in de lucht, waarbij het opstijgen en landen voor rekening kwamen van de instructeur.
Omdat Costermans blind is werd het record niet erkend. Costermans is overigens niet de eerste blinde piloot, maar wel de eerste die een gooi deed naar een vermelding in het Guinness Book of Records.

## Snelheidsrecord
Op 12 oktober 2008 verbrak Costermans het snelheidsrecord voor blinde chauffeurs, door met een Lamborghini Gallardo 308 km/u te rijden over een afgesloten vliegbasis in Istres, Zuid-Frankrijk.
Het vorige record stond op naam van de Brit Mike Newman, die 268 kilometer per uur haalde in een BMW M5 in oktober 2005.